# 王寒生
王寒生（1899年8月15日—1989年6月27日），名永亮，松江省穆棱县人，原籍嫩江呼蘭，中国近代政治人物。長春東北大學文科國學系畢業，歷任中國國民黨長春市黨部主委、國民參政會參政員、制憲國大代表與立法委員。

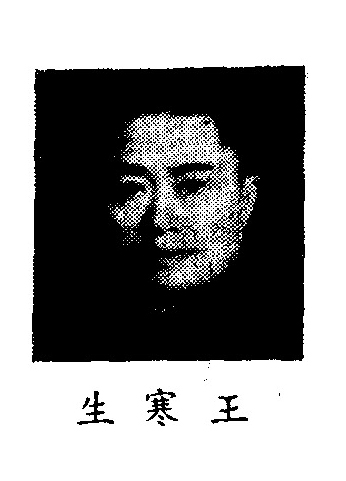
出席制憲國民大會代表時

## 生平[2][3][4][5][6][7]
- 國立東北大學國學系畢業
- 國民參政會參政員
- 制憲國民大會代表
- 國立長春大學教授
- 中國文化學院教授
- 1957年于台湾创立轩辕教